# Pedro Calvo del Risco
Pedro Calvo del Risco (Corona de Castilla, Monarquía Hispánica c. 1640s - San Salvador, Capitanía General de Guatemala c. principios del siglo XVIII) fue un capitán y sargento mayor que ejerció el cargo de alcalde mayor de San Salvador desde 1684 a 1689.

## Biografía
Pedro Calvo del Risco nacería en la Corona de Castilla de la Monarquía Hispánica por la década de 1640s; en su adultez contraería matrimonio con Francisca de Salinas, y se dedicaría a la carrera militar, alcanzando el rango de sargento mayor.
El 11 de octubre de 1681 el rey Carlos II lo designó como alcalde mayor de San Salvador, para que lo asuma al terminar el período para el que había sido designado su predecesor Diego de Gamarra y Valcárcel (quien lo ocupaba desde mediados de 1680). Posteriormente, el 5 de mayo de 1682 se embarcaría hacia el continente americano, en compañía de su esposa y cuatro criados; luego, en noviembre de 1683 se inscribió el título en Guatemala, y finalmente el 1 de enero de 1684 tomó posesión de su cargo.
Durante su mandato como alcalde mayor, en julio de 1684 los filibusteros o piratas ingleses Edward Davis y Thomas Eaton atacaron las islas de Petronila (actual Meanguera) y Conchagua (actual Conchagüita), lo cual quedaría anotado en el libro "A new voyage round the World" del científico y miembro de dicha tripulación William Dampier; más adelante, en 1686 un grupo de bucaneros o piratas franceses atacaron el puerto de Santa María de las Nieves de Amapala (actual cantón Pueblo Viejo); posteriormente, en 1687 el grupo de bucaneros de Raveneau de Lussan, ocupará el dicho puerto como lugar para coordinar sus ataques y saqueos, hasta que decidió hundir sus barcos y retornar al Caribe por tierra, lo que quedará atestiguado en el libro "Journal du voyage fait à la mer du Sud, avec les flibustiers de l´Amérique en 1684 et années suivantes" del mismo Lussan; luego, en 1688 los piratas que quedaron de la expedición de Lussan fueron atacados por galeones de la armada del sur y obligados a desalojar el golfo de Fonseca y a volver a pie al Caribe.
Ocuparía el cargo de alcalde mayor hasta el primer trimestre de 1689, luego de lo cual no se sabe más de él, probablemente se quedaría residiendo en San Salvador, falleciendo alrededor de principios del siglo XVIII.